# Fiat A.12
Le Fiat A.12 était un moteur d'avion disposant de 6 cylindres en ligne refroidis à l'eau, conçu et fabriqué par le constructeur italien Società Italiana Aviazione (SIA) devenue ensuite Fiat Aviazione, entre les années 1916 et 1919.

## Histoire
Après l'entrée en guerre de l'Italie durant la Première Guerre mondiale, la demande de l'aviation militaire de disposer de plus d'avions, donc de plus de moteurs, détermina une forte accélération dans le développement de l'aviation et de nombreuses sociétés de mécanique italiennes se lancèrent dans la conception et la production de nouveaux moteurs.

### Le développement de Fiat
La société Fiat, avait créé en 1916 une filiale baptisée Società Italiana Aviazione qui fabriquait le moteur Fiat A.10. La société disposait d'une part importante du marché italien et fournissait aussi de nombreux autres constructeurs, même américains. Elle présenta un nouveau moteur particulièrement destiné à l'aviation militaire. D'une puissance bien supérieure à ses concurrents, celui-ci équipa surtout les avions militaires italiens, avant de pouvoir être exporté, après la fin du conflit, pour d'autres utilisations.
Le nouveau moteur, baptisé Fiat A.12, a été conçu en mettant à profit la grande expérience de Fiat dans le domaine de la technologie des grands moteurs de compétition. C'était un moteur largement dimensionné, plus enclin à une utilisation marine qu'aéronautique, dont la cylindrée totale était de 21 715 cm3.

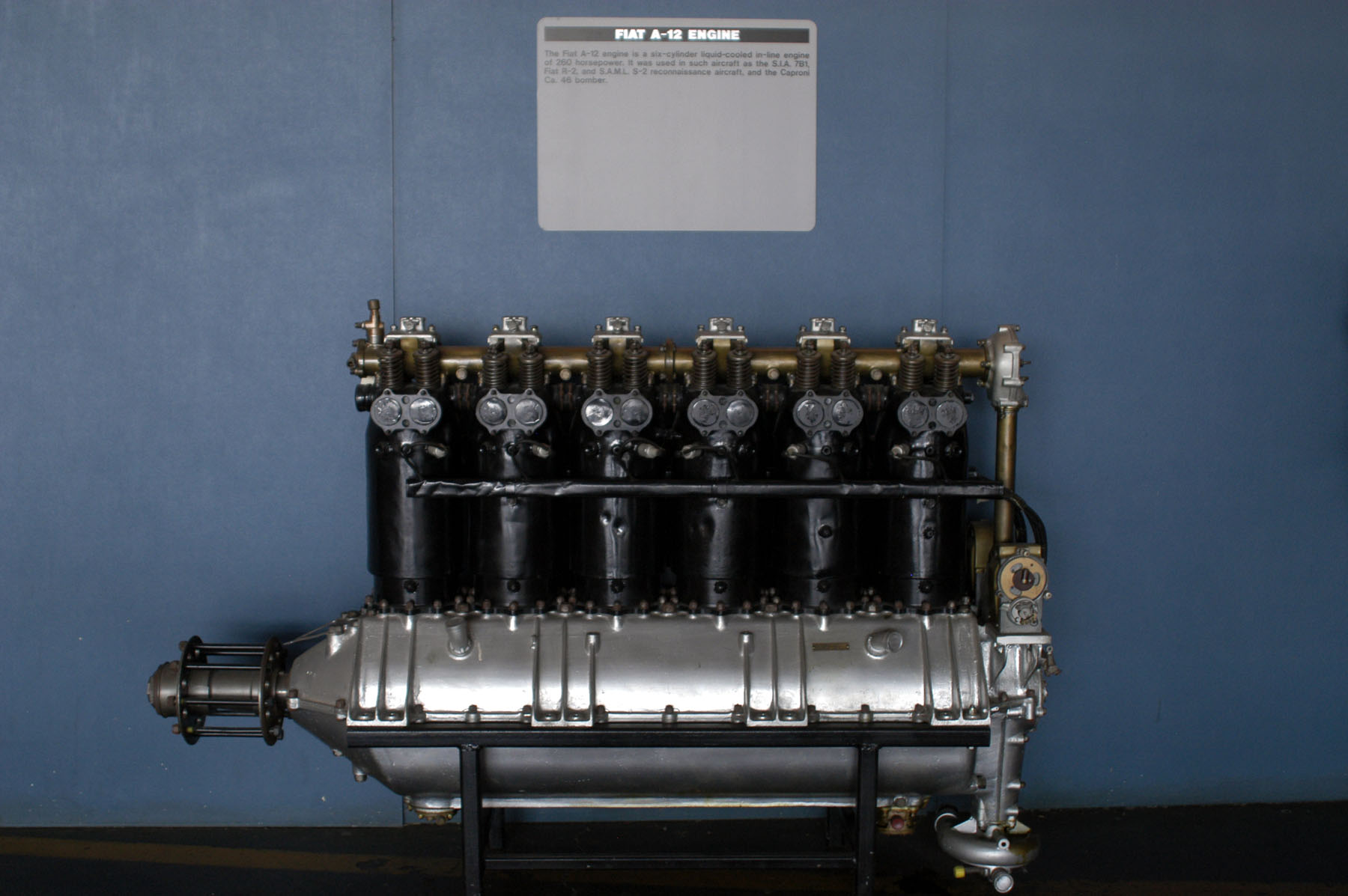
Vue latérale du Fiat A.12 exposé au Research & Development Gallery

Vu la demande pressante de l'aviation militaire, ce moteur fut lancé en fabrication en grande série dès sa présentation en 1916, les tests au banc concluants à peine réalisés. Les résultats sur les premiers avions à en être équipés montrèrent ses excellentes qualités : puissance, robustesse et fiabilité.
L'année suivante, Fiat introduisit une version légèrement retravaillée baptisée Fiat A.12bis, dont la puissance disponible était augmentée grâce à la modification de composants et à un taux de compression plus élevé, chose rendue possible grâce à son extrême robustesse et fiabilité.
Durant les 3 années de guerre, le Fiat A.12 fut produit à 13 260 exemplaires.

### Utilisation
Les moteurs Fiat A.12 et A.12bis furent utilisés avec succès sur de nombreux modèles d'avions, principalement italiens, depuis les avions légers de reconnaissance jusqu'aux avions lourds comme les bombardiers.

### Autres applications
Un de ces moteurs, récupéré sur des ruines d'un avion de chasse détruit, fut monté sur le châssis rallongé d'une ancienne voiture de course, une Fiat SB4, afin de battre le record du monde de vitesse du kilomètre lancé. Il en résulta la Fiat SB4 « Mefistofele » qui, pilotée par son assembleur amateur, le pilote britannique Ernest Eldridge, battit en 1924 le record du monde de vitesse du kilomètre lancé, à la vitesse jamais égalée de 234,97 km/h.

## Description technique
Le moteur Fiat A.12, comme beaucoup de moteurs de l'époque, avait une configuration à cylindres séparés, reliés entre eux par les tubulures du circuit de refroidissement, boulonnées sur la base constituée de deux parties abritant le vilebrequin.
La distribution était à un arbre à cames en tête (SOHC) commandé par le vilebrequin à travers une série d'engrenages et arbres de transmission, disposant de 4 soupapes par cylindre.
L'alimentation était assurée par un carburateur double corps, placé sur le côté gauche et doublé dans la version A.12bis.
La transmission à l'hélice était en prise directe.

## Versions
A.12
première version lancée en fabrication en série, disposait d'un taux de compression de 4,5:1, poids sec de 390 kg, développant une puissance de 210 ch à 1 400 tr/min.
A.12bis
premier et unique développement du moteur de base Fiat A.12. Disposait de soupapes plus grandes, d'un taux de compression porté à 4,7:1, de 2 carburateurs double corps, d'un poids sec de 438 kg et d'une puissance de 300 ch (221 kW) à 1 600 tr/min.

## Avions équipés des moteurs Fiar A.12
Finlande
- IVL A.22 Hansa

 France
- Breguet 14

 Italie
- Ansaldo A.300
- Caproni Ca.4
- Caproni Ca.5
- Caproni Ca.46
- Fiat R.2
- Macchi M.9
- Pomilio PC
- Pomilio PD
- Pomilio PE
- SAML S.2
- Savoia-Marchetti S.55
- Savoia-Pomilio SP.2
- Savoia-Pomilio SP.3
- SIA 7B.1
- SIAI 9
- SIAI S.16

 Royaume-Uni
- Airco DH.4
- Airco DH.9
- Vickers Vimy (prototype)

#### Images
- Schéma technique du moteur Fiat A.12
- Schéma technique du moteur Fiat A.12bis